# P. G. Wodehouse
Sir Pelham Grenville Wodehouse, (15. listopada 1881. – 14. veljače 1975.) bio je britanski humoristički pisac koji uživao velik uspjeh više od sedamdeset godina. Wodehouse se smatrao majstorom engleske proze, koga su cijenili suvremenici Hilaire Belloc, Evelyn Waugh i Rudyard Kipling ali i današnji pisci kao Douglas Adams, Salman Rushdie, Christopher Hitchens i Terry Pratchett. Sean O'Casey ga je nazvao "buhom - izvošačem engleske književnosti", za koju je sam Wodehouse rekao da "misli da je kompliment", i koju je iskoristio kao naziv zbirke svojih pisama prijatelju Billu Townendu. 
Danas je najpoznatiji kao autor priča i romana o Jeevesu i Blandings Castleu, ali je također bio nadaren dramatičar i libretist koji je napisao 15 drama i 250 tekstova pjesama korištenih u preko 30 muzičkih komedija. Surađivao je s Coleom Porterom na mjuziklu Anything Goes isto kao is Jeromeom Kernom i Guyem Bolton. Napisao je tekst za hit-pjesmu "Bill" u Show Boatu te surađivao s Rudolphom Frimlom u muzičkoj verziji Tri mušketira.

## Vanjske poveznice
Društva posvećena Wodehouseu
- P G Wodehouse Society.org.uk - The P G Wodehouse Society (UK): events, Tony Ring's Information Sheets, quiz
- Wodehouse.org - TWS, The Wodehouse Society (North America): events, links to essays
- Other Wodehouse Societies  Arhivirana inačica izvorne stranice od 28. ožujka 2009. (Wayback Machine) (Australia, Belgium, Finland, India, Italy, Netherlands, Russia, Sweden)

Informacije posvećene Wodehouseu
- A Celebration of P G Wodehouse  Arhivirana inačica izvorne stranice od 15. srpnja 2009. (Wayback Machine) - Annotated bibliography, characters index, text annotations
- P G Wodehouse Books.com - Guide to PG Wodehouse: bibliography, history, articles, films/TV, quotes
- Blandings.org.uk  Arhivirana inačica izvorne stranice od 20. rujna 2009. (Wayback Machine) - Aimed at younger and non-UK readers: annotations, bibliographies, plots, characters, gazetteer
- Wodehouse-Bible.com  Arhivirana inačica izvorne stranice od 1. svibnja 2009. (Wayback Machine) - Biblia Wodehousiana: biblical quotations and allusions inventory
- "Zeroing in on Blandings" by Alex Kirby, BBC News Online, 4.9. 2003. - Blandings Castle located?

O Wodehouseu
- "In Defence of P. G. Wodehouse"  Arhivirana inačica izvorne stranice od 8. studenoga 2020. (Wayback Machine) by George Orwell, 1945 - Defending PGW accused of treason
- "Why A.A. had it in for P.G." by John Simpson, The Daily Telegraph, 31 August 1996. - Winnie-the-Pooh creator AAM vs. PGW
- "What ho! My hero, PG Wodehouse"  Arhivirana inačica izvorne stranice od 19. kolovoza 2002. (Wayback Machine) by Stephen Fry (Jeeves actor), The Independent, 18 January 2000. - Recollections and appreciation
- "P. G. Wodehouse interview"  Arhivirana inačica izvorne stranice od 1. rujna 2010. (Wayback Machine) by Gerald Clarke, The Paris Review, Winter 1975 (PDF format, 39.5 MB)
- PGW's ancestry - parents Henry Ernest Wodehouse and Eleanor Deane, links to ancestors (no PGW 2007.)

Djela u javnoj domeni
- Djela P. G. Wodehouse na Projekt Gutenbergu - about 40 books in English 2007.
- Works by P. G. Wodehouse  Arhivirana inačica izvorne stranice od 3. svibnja 2015. (Wayback Machine) at EveryAuthor.com - subset of Gutenberg (about 30 books) but broken by chapters and searchable
- "Wodehouse Quotations" - searchable index of quotes from books and articles (OCR, some typos)
- Free audiobook of Psmith in the City (1910) at LibriVox (5h 48min, Ogg-Vorbis or MP3 formats, 168 or 336 MB)
- Free audiobook of Something New (1915) at LibriVox (7h 34min, Ogg-Vorbis or MP3 formats, 218 or 436 MB)
- The Poems of P G "Plum" Wodehouse  Arhivirana inačica izvorne stranice od 28. listopada 2020. (Wayback Machine) - About 40 PGW poems
- Transcripts of the five controversial Berlin broadcasts

Ostali linkovi
- Wodehouse-related discussion groups  Arhivirana inačica izvorne stranice od 27. listopada 2009. (Wayback Machine) (book of the month, TV series, etc.) at Yahoo! Groups - Blandings (420+ members), WodehouseIndia (220+ members), TheDrones (140+ members), etc. 2007.